# سوسماران دم‌شلاقی
سوسماران دم‌شلاقی (به لاتین: Teiidae)، خانواده‌ای از سوسمارهای autarchoglossan بومی قاره آمریکا است. اعضای این خانواده عموماً به عنوان دم‌شلاقی‌ها یا تیزروها شناخته می‌شوند. با این حال، تگوها نیز از این خانواده هستند. خانوادهٔ سوسماران دم‌شلاقی گروه خواهر Gymnopthalmidae است و هر دو، در بالاخانوادهٔ Teiioidea جای دارند. سوسماران دم‌شلاقی دارای چندین گونه بکرزا- یک روش تولیدمثلی کلونال است. امروزه، خانوادهٔ سوسماران دم‌شلاقی حدود ۱۵۰ گونه در هجده سرده را دربر گرفته‌است.